# Brattleboro
Brattleboro es un pueblo ubicado en el condado de Windham en el estado estadounidense de Vermont. En el año 2010 tenía una población de 12.046 habitantes y una densidad poblacional de 143 personas por km².

## Demografía
Según la Oficina del Censo en 2000 los ingresos medios por hogar en la localidad eran de $31,997 y los ingresos medios por familia eran $44,267. Los hombres tenían unos ingresos medios de $31,001 frente a los $25,329 para las mujeres. La renta per cápita para la localidad era de $19,554. Alrededor del 13.1% de la población estaban por debajo del umbral de pobreza.